# Phanerotoma bouceki
Phanerotoma bouceki är en stekelart som beskrevs av Van Achterberg 1990. Phanerotoma bouceki ingår i släktet Phanerotoma och familjen bracksteklar. Inga underarter finns listade i Catalogue of Life.